# 紅星鄉 (鄰水縣)
紅星鄉是四川省鄰水縣下轄的一個鄉級行政單位。1953年4月24日，第九區(石永區)公所從石永鄉划出一部分，增建紅星鄉人民政府。1956年1月16日，紅星鄉併入石永鄉，紅星鄉人民政府撤銷。